# Zarechni (Uspénskoye)
Zarechni (del ruso: Заречный) es un posiólok del raión de Uspénskoye del krai de Krasnodar, en el sur de Rusia. Está situado en la orilla derecha del Urup, afluente del Kubán, 21 km al noroeste de Uspénskoye y 173 km al este de Krasnodar, la capital del krai. Tenía 433 habitantes en 2010.
Pertenece al municipio Vólnenskoye.